# Bob Meyers
Robert Roderick (Bob) Meyers  (Edmonton, 11 augustus 1924 - Edmonton, 22 maart 2014) was een Canadees ijshockeyer. 
Meyers was met zijn ploeg de Edmonton Mercurys de Canadese vertegenwoordiging tijdens de Olympische Winterspelen 1952 in Oslo, Meyers speelde mee in twee van de acht de wedstrijden. Meyers won met zijn ploeggenoten de olympische titel.